# 일화
일화(一和)는 통일그룹 산하의 식품회사이다.

## 주요 연혁
- 1971년 12월 16일: 서울특별시 성동구 송정동에서 일화제약으로 회사 창립.
- 1976년 11월: 상호명을 일화제약에서 현재 상호명을 ㈜일화로 변경.
- 1979년 3월: 인삼드링크 진생엎 출시
- 1979년 5월: 고려인삼제약㈜ 인수.
- 1979년 12월: 충청북도 청원군 북일면에 초정공장 준공.
- 1981년 6월: 일화생수㈜ 인수.
- 1981년 8월: 일화중앙연구소 설립.
- 1982년 3월: 보리음료 맥콜 출시 (출시당시에 드링크형으로 출시).
- 1982년 7월 일화생수㈜ 흡수합병
- 1983년 6월 1일: 용인지점을 경기도 용인군 이동면으로 이전.
- 1984년 3월: 보리음료 맥콜 갈색병으로 재출시
- 1986년 3월: 보리음료 맥콜 캔으로 출시.
- 1986년 7월: 초정약수 인수.
- 1987년 7월: 용인음료공장 준공.
- 1988년 4월 6일: 제주지점을 제주도 제주시 화북이동으로 이전.
- 1989년 2월: 보리음료 맥콜 1.5L 페트병 출시.
- 1989년 3월: 일화 천마축구단 창립.
- 1990년 5월: 제주 오렌지 원액공장 준공.
- 1991년 1월: ㈜초정약수 합병.
- 1993년 9월: 일화의 사업부조직를 인삼사업부, 제약사업부, 식품사업부을 개편이 되었다.
- 1998년 6월: 법정관리 신청 (일화 용인음료공장만 매각)
- 1999년 1월: 법정관리 개시결정 받음[1].
- 1999년 10월 7일: 서울지방법원의 회사정리계획인가 결정. (98파6312)
- 1999년 11월: ISO9001 인증.
- 2002년 10월 25일: 용인지점, 제주지점, 도화지점 폐지.
- 2005년 1월 7일 : 원래 주인이었던 통일그룹이 재인수[2].
- 2005년 3월 31일: 회사정리절차 종료.
- 2005년 4월 11일: 서울특별시 동대문구 제기동에 인삼한솔판매점, 경기도 성남시 분당구 서현동에 참웰빙하우스 분당점 설치.
- 2005년 7월 13일: 인삼한솔판매점 폐지.
- 2005년 12월 26일: 참웰빙하우스 분당점 폐지.
- 2006년 4월 17일: 대구광역시 달성군 화원읍에 대구지점, 경기도 용인시 처인구 이동면에 용인지점 설치.
- 2009년 8월 20일: 강원도 철원군 김화읍에 철원지점 설치.
- 2010년 8월 2일: 충청남도 금산군 복수면에 금산공장 설비 설치.
- 2011년 12월 21일: 서울특별시 종로구 삼청로에 종로지점 설치.
- 2013년 1월 25일: 철원지점, 종로지점 폐지. 강원도 춘천시 동내면에 춘천지점 설치.
- 2013년 4월 22일: 대구지점 폐지.
- 2014년 4월 17일: 용인지점 폐지.
- 2016년 3월 11일: 서울특별시 강동구 상일로6길에 서울지점 설치.
- 2018년 3월: 인삼제품 생산시설을 금산공장에서 춘천KGMP공장 통합운영[3]
- 2019년 8월 20일: 맥콜 레트로 에디션 출시
- 2020년 7월 27일: 얼려먹는 (맥콜, 천연사이다, 탑씨, 아임소다다) 파우스트 4종 출시

## 주요 제품

### 수출사업부
- GINST15 - 발효홍삼제품
- 일화 태극삼
- 홍삼 분말
- 홍삼정
- 홍삼차
- 인삼농축차/인삼농축액

### 인삼사업부
- 진스트15앰플플러스
- 진스트15파우치
- 진웰스 홍삼정과
- 진웰스 홍삼농축액 프리미엄/홍삼농축액 플러스
- 진웰스 홍삼양갱
- 진웰스 인삼농축액
- 진웰스 홍삼정(타블렛)
- 진웰스 홍삼정환골드
- 진웰스 홍삼분말캡슐
- 진웰스 홍삼정스틱 프리미엄

### 음료사업부
- 맥콜
  - 맥콜제로
- 천연사이다
  - 천연사이다제로
- 탑씨
  - 탑씨제로
- 초정탄산수
- 초정토닉워터
- 부르르 제로콜라,제로사이다
- 일화차시
- 에버데이 제로
- 팅글
- 민속식혜
- 민속대추
- 생솔
- 일화활력비타
- 헛개꿀물
- 815콜라,815사이다 (유통전문판매원: 웅진식품)
- 홍삼정톤
- 도구리 제로 피치, 에너지 드링크 (상품라이센싱: 엔씨소프트)
- 목에는 맑은하늘 도라지 (유통전문판매원: ㈜빙그레)
- 슈퍼맨 사이다, 배트맨 콜라 (GS25 판매 상품이다. 배트맨은 베트맨으로 오기되어 있다.)

### 건강기능식품
- 진웰스

### 의약품사업부
- 아크라톤(처방의약품)
- 열쌍화
- 일화쌍화탕
- 일청액
- 크레인정(처방의약품)
- 아라스틴정(처방의약품)
- 클래리틴정(처방의약품)
- 일화 우황청심원
- 홍삼정톤
- 크린베이트알파/슈프림 (제조의뢰원: ㈜국보싸이언스)

## 단종제품
- 하이맥콜
- C-타임
- 텐타임
- 매쉬
- 너트밀
- 진생엎
- 일화식초
- 일화냉인삼차
- 일화사이다
- 일화생수
- 천연탄산수
- 진생골드
- 삼정톤
- 골리수
- 삼정톤캅셀
- 경옥고
- 액파스
- 비타삐
- 삼라제
- 맥캔레이
- 열쌍탕
- 맥
- 천연사이다 아큐아
- 홍삼진생엎

## 세종대왕과 초정약수축제
2003년부터 축제가 시작하였으나, 매년 5월에는 청주시 청원구 내수읍 초정문화공원 일원에서 열리는 이 축제는 1444년에 조선시대 초정행궁이 들어섰던 그 날은 곳곳을 재현하는 조선시대의 풍습과 해학을 시민과 함께 즐기는 축제로 기존의 축제와 차별화된 전략으로 진행되고 있다. 이 행사는 주최는 청주시와 주관은 청주문화원과 협찬은 주식회사 일화이다. 2020년에 축제를 취소가 되었고, 2021년에 코로나 19 유행으로 온택트 개최를 한 제15회 세종대왕과 초정약수축제는 유튜브 라이브 중계를 하였다. 2022년에는 마스크 해제 5개월만에 축제가 다시 열렸다.

## 본점 주소
- 본점 : 서울특별시 강동구 고덕비즈밸리로 2가길 27 HJ일화타워

## 공장 주소
- 청주공장 : 충청북도 청주시 청원구 내수읍 미원초정로 1358
- 춘천GMP공장 : 강원특별자치도 춘천시 동내면 거두단지2길 55